# Station Ciechocinek
Station Ciechocinek is een spoorwegstation in de Poolse plaats Ciechocinek.